# Zgoša
Zgoša je naselje u slovenskoj Općini Radovljici. Zgoša se nalazi u pokrajini Gorenjskoj i statističkoj regiji Gorenjskoj. 

## Stanovništvo
Prema popisu stanovništva iz 2002. godine naselje je imalo 313 stanovnika.